# Bitwa pod Ankarą
Bitwa pod Ankarą – inaczej bitwa pod Angorą bitwa stoczona 28 lipca 1402/27 zu al-hidżdża 804 roku między armią Turków Osmańskich a wojskami Timura w pobliżu Ankary, zakończona druzgocącym zwycięstwem Timura.

## Tło konfliktu i siły przeciwników

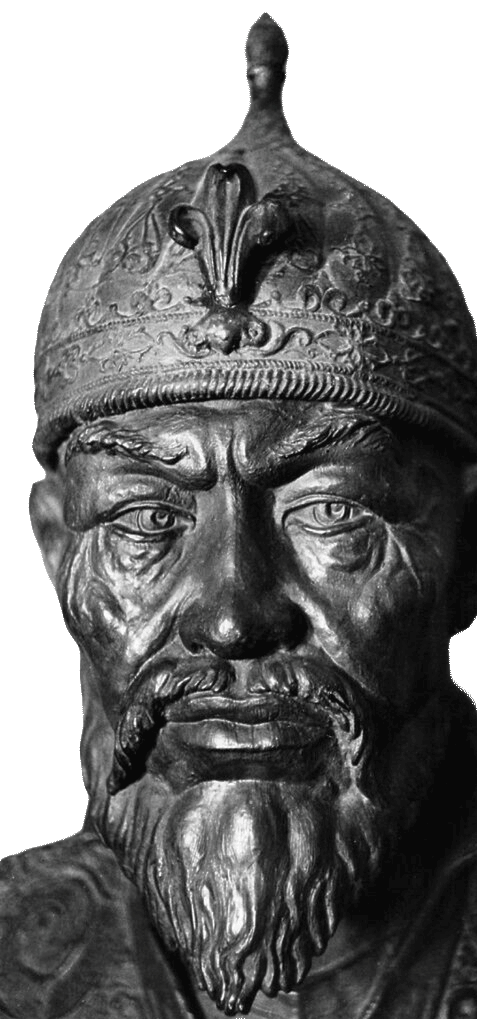
Timur

W roku 1400, po podbiciu większości anatolijskich emiratów sułtan Turków Osmańskich Bajazyd I Błyskawica zażądał daniny również od władcy Erzindżanu, emira Tahartena, którego Timur osadził na tronie jako swojego wasala w roku 1394. Taharten odwołał się w tej sprawie do Timura, który tym samym stanął wobec konfliktu z Turcją Osmańską. Bajazyd w tym samym czasie rozpoczął oblężenie Konstantynopola, ogołacając wschodnią granicę z większości sił. Timur pozostawał w kontakcie z cesarzem bizantyńskim Janem VII, a na swój dwór przyjął już wcześniej władców emiratów anatolijskich wygnanych przez Bajazyda. Zachęcali oni Timura do ataku na Osmanów, którzy wydawali się dążyć do dalszej ekspansji w kierunku Armenii, a może nawet Azerbejdżanu, co dla Timura było oczywiście nie do przyjęcia.
Na razie Timur skierował do Bajazyda ostre pismo protestacyjne, grożące wojną, na które sułtan odpowiedział utrzymaną w równie ostrym tonie zapowiedzią tejże. Wtedy Timur wyruszył do Anatolii, i w jesieni 1400 roku przekroczył granicę Turcji, a następnie pobił armię dowodzoną przez syna Bajazyda Sulejmana i po osiemnastodniowym oblężeniu zdobył zajęty niedawno przez Bajazyda Sivas. Miasto zostało doszczętnie splądrowane i zburzone, tak że jeszcze przez wiele lat po odejściu Timura nikt w nim nie mieszkał. Trzytysięcznej osmańskiej załodze Timur przed kapitulacją obiecał, że nie przeleje ich krwi, w związku z czym wymordował ich poprzez zakopanie żywcem lub utopienie. Następnie Timur zdobył również Malatię, w której wziął w niewolę lub wymordował miejscowych Ormian, muzułmanów pozostawiając w spokoju po opłaceniu wysokiej kontrybucji.
W tym momencie mongolski wódz wycofał się jednak z Anatolii, prawdopodobnie zaniepokojony koncentracją wojsk Mameluków, potencjalnie zagrażających jego południowej flance. W dalszej części roku 1400 i w roku 1401 przeprowadził on zwycięską kampanię przeciwko Mamelukom w Syrii, podczas gdy Bajazyd zdobył Erzindżan i osadził w nim pokonanego przez Timura wodza konfederacji turkmeńskich plemion Kara Kojunlu Kara Jusufa. Po wycofaniu się Bajezyda Timur wysłał przeciwko Turkom swojego syna Szahrucha, który pobił część ich armii. Już przed tym rozpoczęła się wymiana poselstw pomiędzy oboma potęgami, nie doprowadziła ona jednak do zawarcia pokoju. Sytuacja była dla Timura o tyle problematyczna, że Bajazyd cieszył się w świecie islamu wielkim uznaniem jako bojownik świętej wojny (ghazi), zwłaszcza po swoim zwycięstwie pod Nikopolis. Na jego polecenie zatem szejchowie i derwisze zaczęli rozgłaszać wśród armii wieści o rzekomej rozpuście Bajazyda, o tym że jego ulubiona żona jest chrześcijanką itp. Ponadto Timur wypłacił wojsku żołd za siedem lat. Nie zaniedbał także wysłania emisariuszy agitujących przeciwko Osmanom wśród Turkmenów niegdyś podlegających przebywającym na jego dworze emirom, którym nie odpowiadała centralizacyjna polityka Osmanów. Miało się to okazać jednym z czynników decydujących o losach całej kampanii.
Timur wyruszył ze stepów 16 lutego 1402 roku. Zażądał od Bajazyda wydania Kara Jusufa, na co ten odpowiedział aroganckim listem. Timur zajął następnie Erzincan i Erzurum, po czym odebrał od swoich żołnierzy przysięgę, że nie pozostawią w kraju nieprzyjaciela nawet rośliny ani drzewka. Zaalarmowany najazdem Bajazyd zwinął tymczasem blokadę Konstantynopola i przez Bursę pospiesznym marszem ruszył przeciwko nieprzyjacielowi. Timur wyruszył na Ankarę, i postanowił ją zdobyć przed nadejściem sułtana. Na wieść o tym Bajazyd ruszył z odsieczą i zbliżył się do miasta. Początkowo zatrzymał się w terenie lesistym, dogodnym dla jego piechoty, potem jednak ruszył doliną rzeki Kyzył Irmak ku Ankarze.

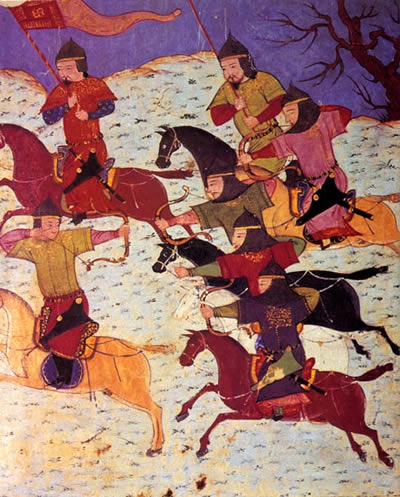
Mongolscy kawalerzyści

Trzon armii Bajazyda stanowili piesi janczarzy, stanowiący zawodową piechotę, oraz konni spahisi, rodzaj feudalnej kawalerii. Oprócz tego w jego armii występowała nieregularna lekka jazda rekrutowana przez wielkich lenników, kontyngenty bałkańskie, wśród których wyróżniali się Serbowie i wojska anatolijskie, również ze świeżo zdobytych emiratów. Sułtan ściągnął także kontyngent Tatarów ze stepów Kipczackich. Wojska Timura składały się w większości z konnych łuczników wywodzących się z koczowników lub posiadaczy ikt, a ich organizacja, uzbrojenie i taktyka nie różniły się zasadniczo od tej z czasów Czyngis-chana. Wyjątkiem było występowanie w większej liczbie piechoty oraz pewnej liczby słoni, które Timur zdobył w Indiach. W swojej monografii Alexandra-Derscu-Bulgaru oszacowała, że armia Bajazyda liczyła około 85 tys. żołnierzy, podczas gdy Timur posiadał ich ok. 140 tys. Marian Małowist uważa jednak, że liczby te są znacznie przesadzone, „już choćby ze względów aprowizacyjnych zgromadzenie w jednym miejscu tak wielkiej liczby wojsk wydaje się niemożliwe”. Należy je zatem uważać jedynie za wskaźnik stosunku sił obu przeciwników, ukazujący niewątpliwą przewagę liczebną Timura. Mimo to Bajazyd nie był pozbawiony szans w nadchodzącym starciu, bowiem jego armia z elitarnym korpusem janczarów na czele wydawała się lepsza jakościowo. Była ona jednak zmęczona forsownymi marszami, a w jej szeregach czaiła się zdrada. W dodatku Timur zbudował tamę na strumieniu przecinającym przyszłe pole bitwy, tak że pozbawił wody turecką armię, co miało duże znaczenie w lipcowym upale.

## Bitwa
Ostatecznie Bajazyd zajął pozycję obronną za strumieniem wzdłuż pasma niskich wzgórz bronionych przez janczarów i nieregularną piechotę. Na lewym skrzydle stały oddziały anatolijskie, pod wodzą sułtańskiego syna Sulejmana, na prawym zaś Serbowie pod wodzą szwagra sułtana Stefana Lazarevicia. Pierwszą linię obu skrzydeł tworzyli jednak spahisi. Mongołowie byli podzieleni na trzy dywizje i rezerwę pod bezpośrednim dowództwem Timura.
Armia Timura zaatakowała najpierw spahisów na lewym skrzydle, potem zaś Serbów na skrzydle prawym. Ci ostatni rozbili mongolską lekką kawalerię, w trakcie pościgu za nią utracili jednak spoistość i wycofali się, oddając swoją pierwotną pozycję nieprzyjacielowi. W tym momencie Tatarzy znajdujący się w armii Bajazyda przeszli na stronę Timura i przyłączyli się do ataku na tureckie lewe skrzydło, które powoli zaczęło się załamywać. Część osmańskiej rezerwy pod wodzą najmłodszego syna sułtana, Mehmeda, uderzyło na Tatarów, jednak nie zmieniło to zasadniczo sytuacji lewego skrzydła. Teraz także znajdujący się na prawym skrzydle Turkmeni z niedawno podbitych anatolijskich emiratów przeszli na stronę Timura, co sprawiło, że znajdująca się w centrum osmańska piechota została wystawiona na atak z obu skrzydeł. Oceniając że bitwa jest przegrana, Sulejman uciekł z pola walki wraz z nie użytymi jeszcze rezerwami. Chcąc osłonić jego odwrót Bajazyd połączył się z pozostałymi na polu walki Serbami, janczarami i spahisami, wraz z którymi bronił się na wzgórzu przed atakami armii Timura, która mimo otoczenia nieprzyjaciela nie mogła go zdobyć. Kiedy zapadła noc Bajazyd wraz z 300 kawalerzystami postanowił przedrzeć się przez linie Timura, jednak ostatecznie spadł z konia i został schwytany. Timur pojmał też jednego z jego synów, Musę.

## Skutki bitwy
Rozpowszechniona legenda o trzymaniu Bajazyda w klatce i znęcaniu się nad nim przez Timura nie znajduje żadnego pokrycia w źródłach. Timur traktował sułtana dobrze, musiał bowiem liczyć się z jego sławą wojownika w walce z niewiernymi. Bajazyd zmarł 8 marca 1403 roku, a przyczyny tej śmierci są do dzisiaj przedmiotem kontrowersji wśród historyków, a jego ciało zostało przez Timura wysłane do Bursy. Po zwycięstwie pod Ankarą ten ostatni straszliwie spustoszył zachodnią Anatolię, paląc m.in. Niceę (İznik), Ikonium (Konyę) i Akhisar. W grudniu 1402 roku Timur uderzył także na Smyrnę, należącą do joannitów, i po jej zdobyciu nakazał wymordować chrześcijan. Mongolski władca wskrzesił na terenie Anatolii emiraty zajęte przez Osmanów, każąc jednak przywróconym przez niego dawnym władcom płacić sobie trybut. Tym samym obowiązkiem został obarczony także cesarz Bizancjum, cesarz Trapezuntu oraz synowie Bajazyda, Sulejman i Isa, z których pierwszy
objął prowincje bałkańskie, a drugi osmańskie posiadłości w Anatolii. Timurowi formalnie nie poddał się jedynie Mehmed, i po bitwie pod Ankarą państwo Osmanów było wstrząsane wojną domową pomiędzy trzema braćmi. Dopiero w roku 1413 Mehmed na powrót zjednoczył państwo, jednak na ponowne podbicie terytoriów zajętych niegdyś przez Bajazyda Osmanowie musieli czekać aż do czasów Mehmeda Zdobywcy. A zatem najazd Timura na kilkadziesiąt lat osłabił państwo osmańskie.